# یاروسلاف پاویاک
یاروسلاف پاویاک (اوکراینی: Ярослав Іванович Павуляк؛ ۳۰ آوریل ۱۹۴۸ – ۲۵ نوامبر ۲۰۱۰) نویسنده، شاعر، و هنرمند اهل اتحاد جماهیر شوروی سوسیالیستی بود.